# 이제신 선생 신도비
이제신 선생 신도비는 대한민국 경기도 양평군 서종면 수입리에 있다. 1986년 5월 30일 양평군의 향토유적 제10호로 지정되었다.

## 개요
신도비는 북쪽을 정면으로 하고 있는데, 비의 형태는 이수와 장방형의 비좌를 갖추고 있으며, 비신은 대리석이다. 이수는 서로 마주보는 용문과 괴운문으로 화려하게 장식되어 있다. 비는 광해군 13년(1621) 건립되었으며 마모가 심하다. 현재 정면 1칸 측면 1칸의 비각이 건립되어 있다. 비문은 신흡(申欽)이 글을 지었다.